# Шандор Боназ
Шандор Боназ (мађ. Bonnaz Sándor), (Шале (Же), 11. август 1812. —  Темишвар, 9. август 1889.) био је католички свештеник, бискуп Чанадски.

## Каријера
Његов отац, Антал Јанош Боназ служио је као поручник у војсци француског цара Наполеона I, а мајка му је била Франциска Хугенио. Јанош Боназ је пао у бици код Лајпцига 1813. године, након чега се мајка преселила са својим 7-годишњим сином у Мађарску, где је њен зет, Антал Боназ био парохијски свештеник   Нађ-Осону (Торонтал жуп.). Након завршене гимназије у Сегедину, Шандор је ступио у свештенство. Од 1834. године провео је своје припремне године у Бечу, у Пазманеуму, а за свештеника га је заредио Јожеф Лоновић 1837. године.
После кратке каријере као капелан и наставник богословије, постављен је за пароха „велике јесени” 1844. године, а 1850. године за привременог надзорника свих мађарских и немачких народних школа „Темеш Баншаг и Српско војводство“. Игуман је постао од 1859. године.

### Епископска каријера
Дана 10. јуна 1860. године именован је за епископију у Чанаду, која је упражњена после смрти Шандора Чајагија, а папску потврду је добио 28. септембра. За епископа су га хиротонисали 4. новембра архиепископ калочки Јожеф Кунст, вачки епископ Јожеф Антал Пејтлер и тинински епископ Јанош Нехиба уз његову помоћ.
Године 1870. учествовао је на Првом ватиканском концилу. Као епископ радио је озбиљно, са ретким умећем као земљорадник претворио је епископско имање у узорно салаше, и својим побожним поступцима стекао опште поштовање. Са 100.000 форинти основао је две канонске катедре, и то за слабо плаћене свештенике, а дао је и 100.000 форинти у свештенички пензиони фонд. Подигао је безброј цркава и школа и основао 19 парохија. Позвао је у своју епархију Сиромашне школске сестре по имену Богородица, потрошио је сто хиљада форинти на њихово пресељење (црква манастира Нотр Дам подигнута 1894. припада њиховом некадашњем манастиру у Темешвару), а поклонио је скоро 2 милиона форинти за јавно добро.
Због своје болести, 1874. године каноник Јожеф Немет је посвећен за епископа и постављен за његовог заменика. До његове смрти, још 16 година, заједнички су управљали епархијом.

## Награде
Године 1871. одликован је Орденом Гвоздене круне прве класе (аустр.) 

## Оставштина
У Темишвару, улица Боназ, сада позната као авенија генерала Јона Драгалина, између канала Бега и Хуњади ут (данас 16. децембра 1989.) је добила његово име.